# Carl Hildebrandsson Uggla
Carl Hildebrandsson Uggla, född 8 november 1725 på Stora Lassåna, död 25 maj 1803 på Stora Djulö, var en svensk kammarherre, topograf, heraldiker och bibliofil. Han var ledamot av Kungliga Vetenskapsakademien från 1786.
Carl Uggla står som författare till bland annat "Inledning til Heraldiken", den första handboken om heraldik på svenska samt "Svea-rikes råds-längd".
Uggla är begravd i det Rosenholmska gravkoret vid Ramundeboda kloster.

## Övrigt
Uggla bekostade 1761 en reparation på en orgel från 1672 i Lillkyrka kyrka, Närke. Orgeln var skänkt av landshövdingen Abraham Leijonhufvud. Den stod obruklig mellan 1722 och 1761.